# Vynnyky
Vynnyky (ukrainsk: Ви́нники, ukrainsk udtale: [ˈʋɪnːɪkɪ], polsk: Winniki) er en by i Lviv rajon, Lviv oblast (region) i Ukraine. Den hører til Lviv urban hromada, en af hromadaerne i Ukraine. I 2021 havde byen  18.527 indbyggere.

## Historie
Siden midten af det 14. århundrede, indtil Polens delinger, tilhørte Vynnyky, på polsk  kaldet Winniki, Ruthensk voivodskab (en), Kongedømmet Polen. Fra 1772 til 1918 var den en del af det østrigske Galicien, og i perioden derefter vendte byen tilbage til Polen som en del af Lwow voivodeskab (en). I 1925 havde byen 6.000 indbyggere, hvoraf 3.300 var polske. 
Den østlige halvdel af Lwow voivodeskab, blev efter 2. verdenskrig afstået til Ukrainske SSR på opfordring af Josef Stalin  under Teheran-konferencen, hvilket  blev bekræftet på Jalta-konferencen i 1945.

## Galleri
- Johannes Døberens Fødselskirke i Vynnyky
- Butikker og cigaretfabrik i Vynnyky